# Charles Mauu
Charles Mauu, connu aussi sous les noms de Charlie Mauu ou Charley Mauu, est un chanteur de variétés polynésiennes et un acteur français né en 1918 et mort en 1990.

## Biographie
Charles Teritahi Mauu naît d'une famille de chefs aristocratiques tahitiens en 1918. C'est en 1937, que Charles Mauu commence sa carrière cinématographique, grâce à sa rencontre avec Harry Chapman qui le fait jouer dans un premier film, L'Île de corail. Dans les années 1950, Charles Mauu fait son entrée à Hollywood et tourne dans des seconds ou petites rôles, comme dans les films Chanson païenne, Tarzan et la belle esclave ou  Un Américain à Paris. Il y côtoie de nombreuses stars de l'époque, comme Gene Kelly, Leslie Caron, Georges Guétary, Bing Crosby ou Jon Hall. Sa carrière hollywoodienne se poursuit jusqu'en 1957. Il participe aussi à quelques co-productions françaises, comme Le Passager clandestin ou L'Odyssée nue, ce qui lui permet de rencontrer des acteurs français connus, tels Martine Carol, Serge Reggiani ou Arletty.
Charles Mauu mène aussi une carrière musicale en tant que chanteur et en tant qu'auteur-compositeur. Ses chansons sont créditées indifféremment à Charles, Charley ou Charlie. En Polynésie, il est produit par Gaston Guilbert (1907-1992) et Eddie Lund, sur le label Reo Tahiti, et Yves Roche, sur le label Manuiti. Aux États-Unis il est distribué par Michael H. Goldsen sur le label Criterion. Il enregistre en Californie avec son groupe The Royal Polynesians et à Tahiti quelques chefs-d’œuvre de musique exotique et quelques titres devenus maintenant des classiques de la musique polynésienne, comme par exemple, en 1954, les chansons "Café au Lait" et "Vahine Anamite" ou, en 1956, la chanson "Minoi Minoi".
En 2001, la poste de Polynésie française émet un timbre commémoratif en hommage à
"Charley Mauu" dans la série "Célébrités de la chanson polynésienne". En 2017, le spectacle Tahiti 1917, qui retrace les carrières de quelques pionniers de la musique polynésienne comme George Tautu Archer, Augie Goupil, Charles Mauu et d'autres au travers d'extraits de films et de chansons, est présenté pour la première fois au public de Tahiti à Papeete.

## Filmographie
- 1950 : Annie, la reine du cirque de George Sidney
- 1950 : Chanson païenne de Robert Alton
- 1950 : Tarzan et la belle esclave de Lee Sholem
- 1951 : Le Grand Caruso de Richard Thorpe
- 1951 :  Un Américain à Paris de Vincente Minnelli
- 1952 : Bal à Bali de Hal Walker
- 1954 : Moby Dick[8] (téléfilm de la série Hallmark Hall of Fame (en)) d'Albert McCleery (en)
- 1955 : L'Étranger au paradis (Kismet) de Vincente Minnelli
- 1955 : Ma and Pa Kettle at Waikiki de Lee Sholem
- 1957 : Hell Ship Mutiny de Lee Sholem et Elmo Williams
- 1957 : Tiare Tahiti[9] (moyen métrage) de Leonard Clairmont (1904-1984)[10]
- 1958 : Le Passager clandestin de Ralph Habib
- 1961 : L'Odyssée nue de Franco Rossi

## Discographie

### Albums originaux
- Tamuré! Tahiti! (Dot DLP 25494, Reo Tahiti RT 550) : par Charley Mauu, His Coconut Uke and Roche's Tahitians
- 1954 : Polynesia! – Native Songs and Dances From the South Seas (Capitol T 483) : par The Royal Polynesians et The Royal Polynesians featuring Charles Mauu
- 1956 : Polynesia! – Native Songs and Dances From the South Seas – Part 2 (Capitol EAP2 483) : par The Royal Polynesians featuring Charles Mauu
- 1956 : Minoi Minoi – Papio (Capitol 2975) : par The Royal Polynesians et The Royal Polynesians featuring Charles Mauu
- 1956 : Minoi Minoi – Tanga Tika (Capitol HF 209) : par The Royal Polynesians featuring Charles Mauu
- 1956 : Minoi Minoi – Tamuré (Capitol K 22 408) : par The Royal Polynesians

### Compilations
- Melodies From The South Seas – Vol. 2 (Hamilton HLP 12146) : par The Royal Tahitians, Don Tiare et Charles Mauu and Roche's Tahitians
- 1990 : Polynesia! – Native Songs and Dances From the South Seas (Manuiti 65053, Playa Sound PS 65053) : par Charley Mauu et Les Royal Polynesians et Bimbo et Les Royal Tahitians
- Tahiti Matamua (Manuiti) : par Charley Mauu and The Royal Polynesians